# Synagoga Herszla Zagajskiego w Kielcach
Dom Modlitewny Herszla Zagajskiego w Kielcach – prywatny dom modlitwy znajdujący się w Kielcach w podwórzu posesji przy ulicy Juliusza Słowackiego 3, dawniej Hipotecznej 12.
Dom Modlitewny został zbudowany w 1922 z inicjatywy i fundacji Herszla Zagajskiego. Całość posiadała 80 miejsc siedzących. Podczas II wojny światowej hitlerowcy zdewastowali synagogę. Po zakończeniu wojny w budynku urządzono magazyn, który znajduje się w nim do dziś.
Murowany budynek domu modlitewnego wzniesiono na planie prostokąta o powierzchni 54 m². Wewnątrz znajdowała się obszerna główna sala modlitewna, z pomalowanymi na zielono ścianami i sufitem na błękitno, co miało symbolizować niebo. Na wschodniej ścianie, w niewielkiej apsydzie umieszczony był Aron ha-kodesz. W zachodniej części, na piętrze synagogi znajdował się otwarty na salę główną babiniec.
W budynku zachowały się fragmenty polichromii ściennych, głównie inskrypcji w języku hebrajskim.
W 2016 roku synagoga została przeniesiona na Pakosz (dzielnica Kielc) i odrestaurowana. Synagoga znajduje się w pobliżu cmentarza żydowskiego, dojście od Hali Sportowej.

## Galeria wnętrza

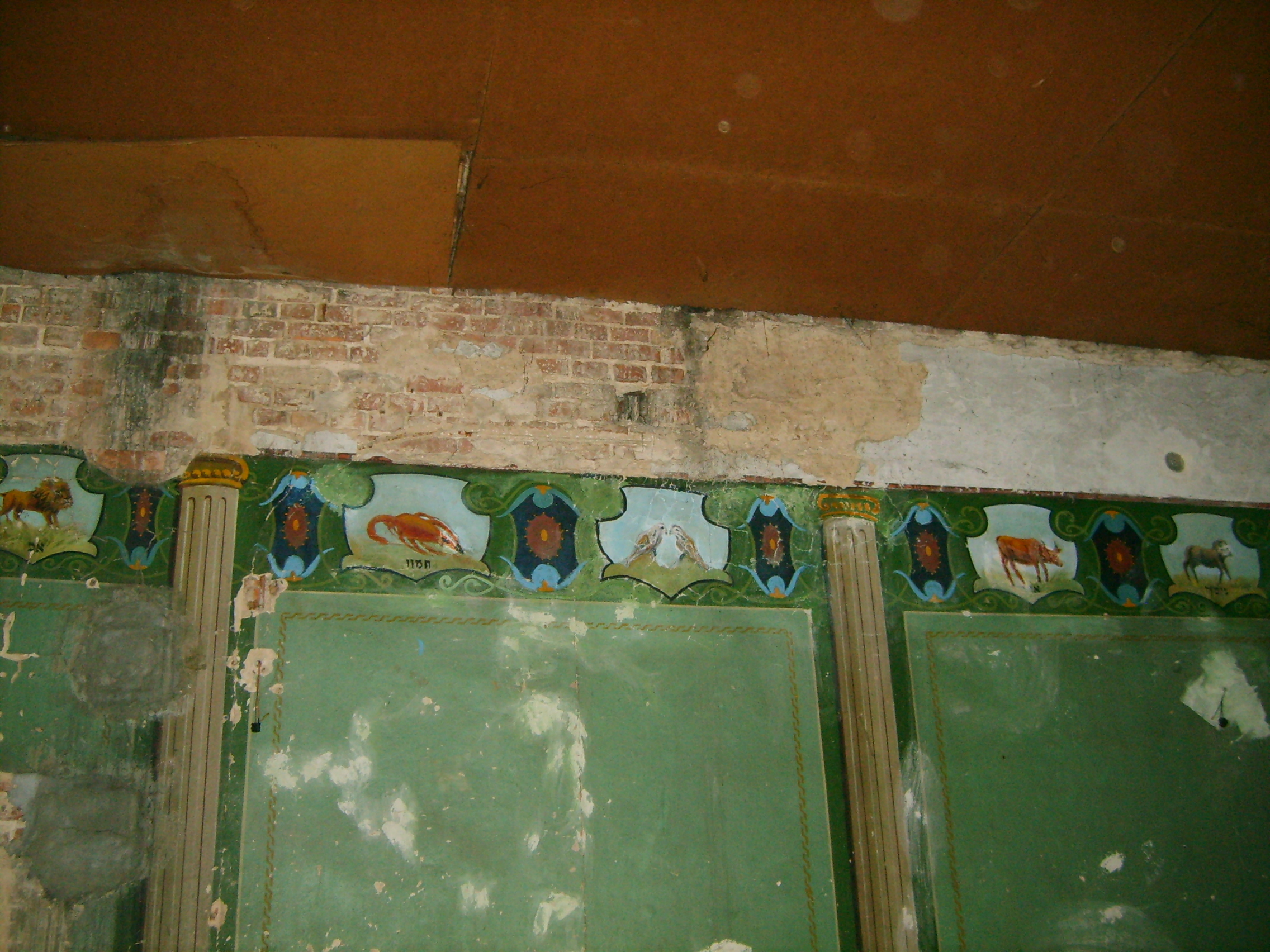
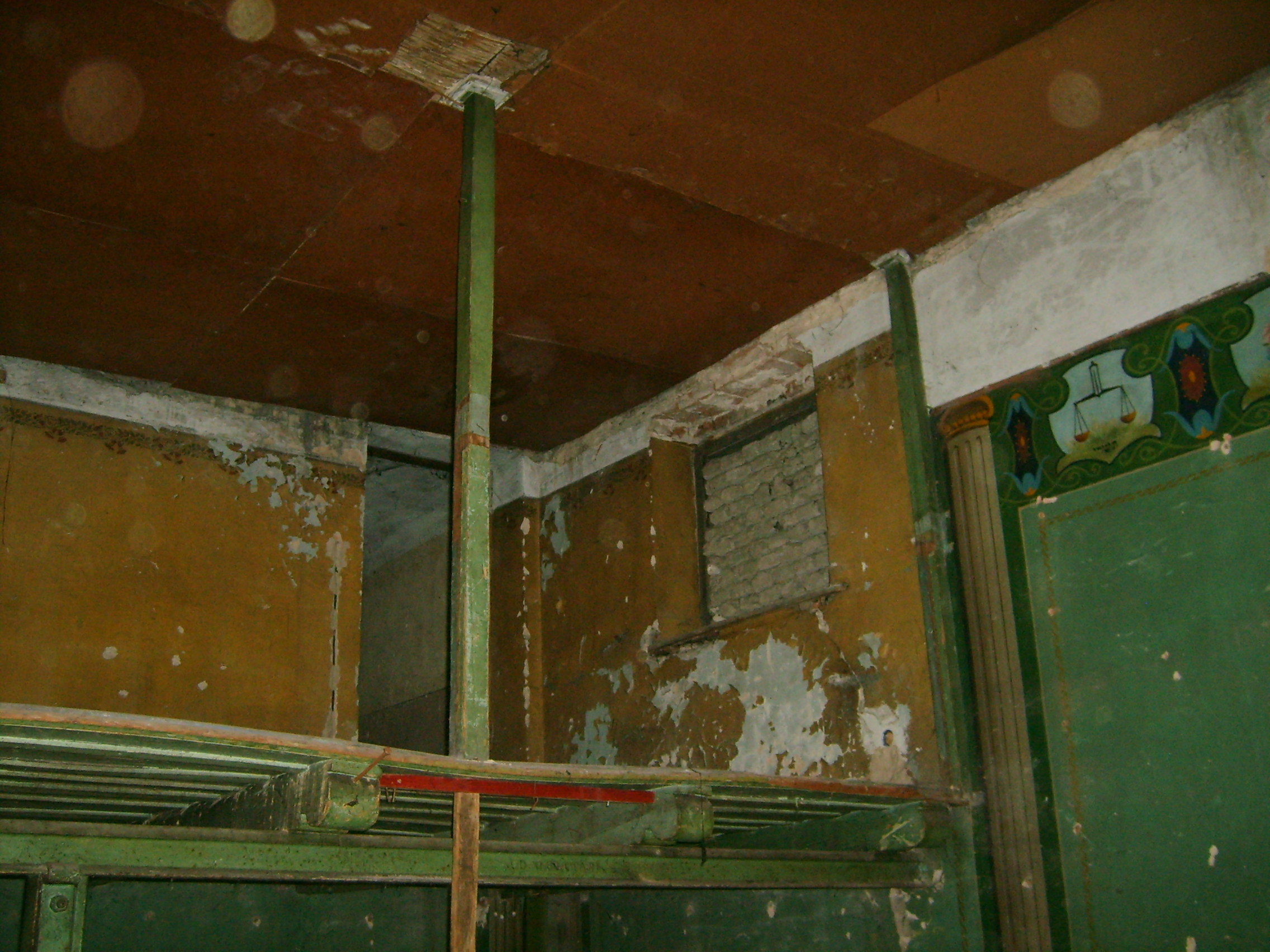
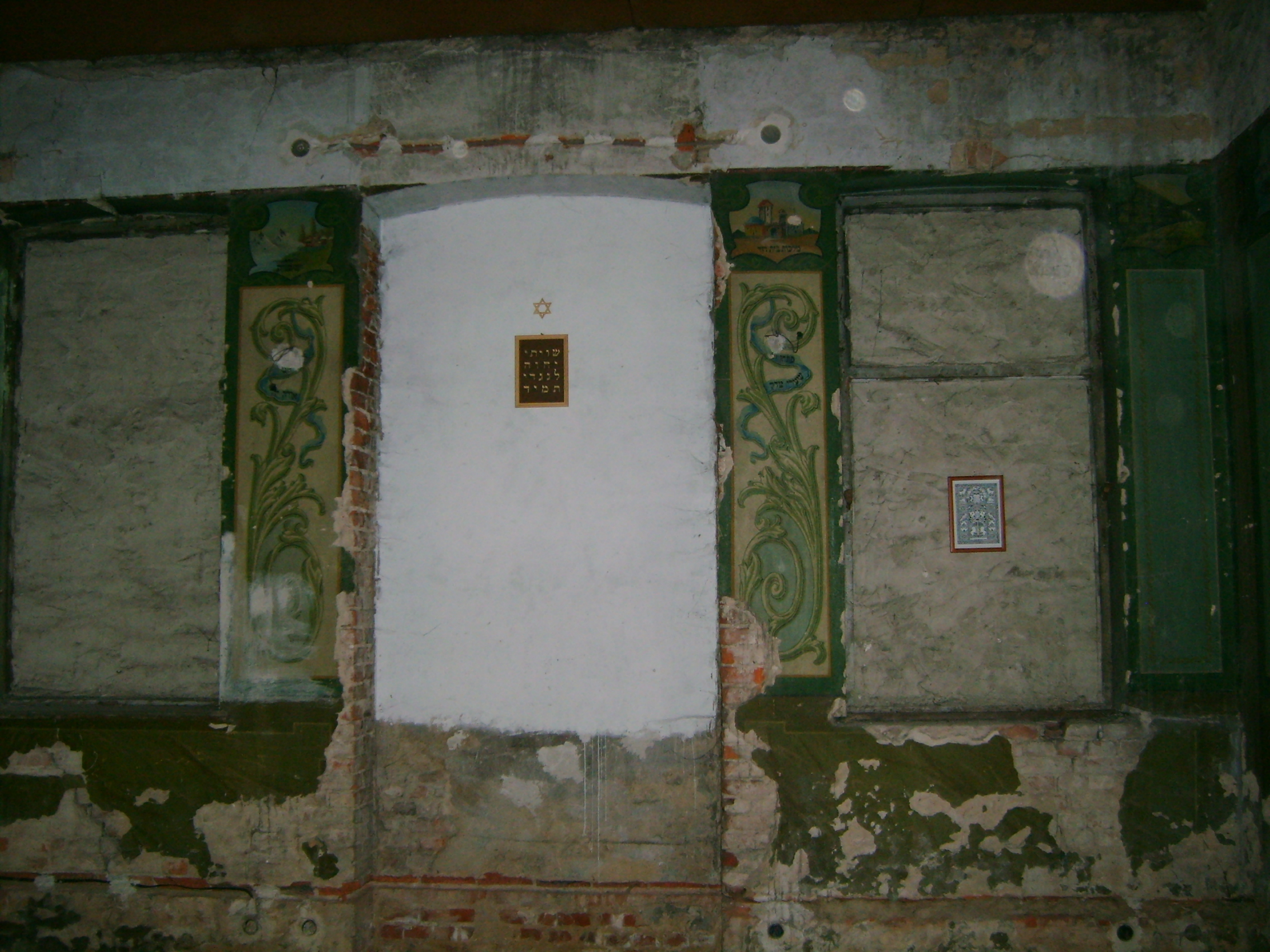
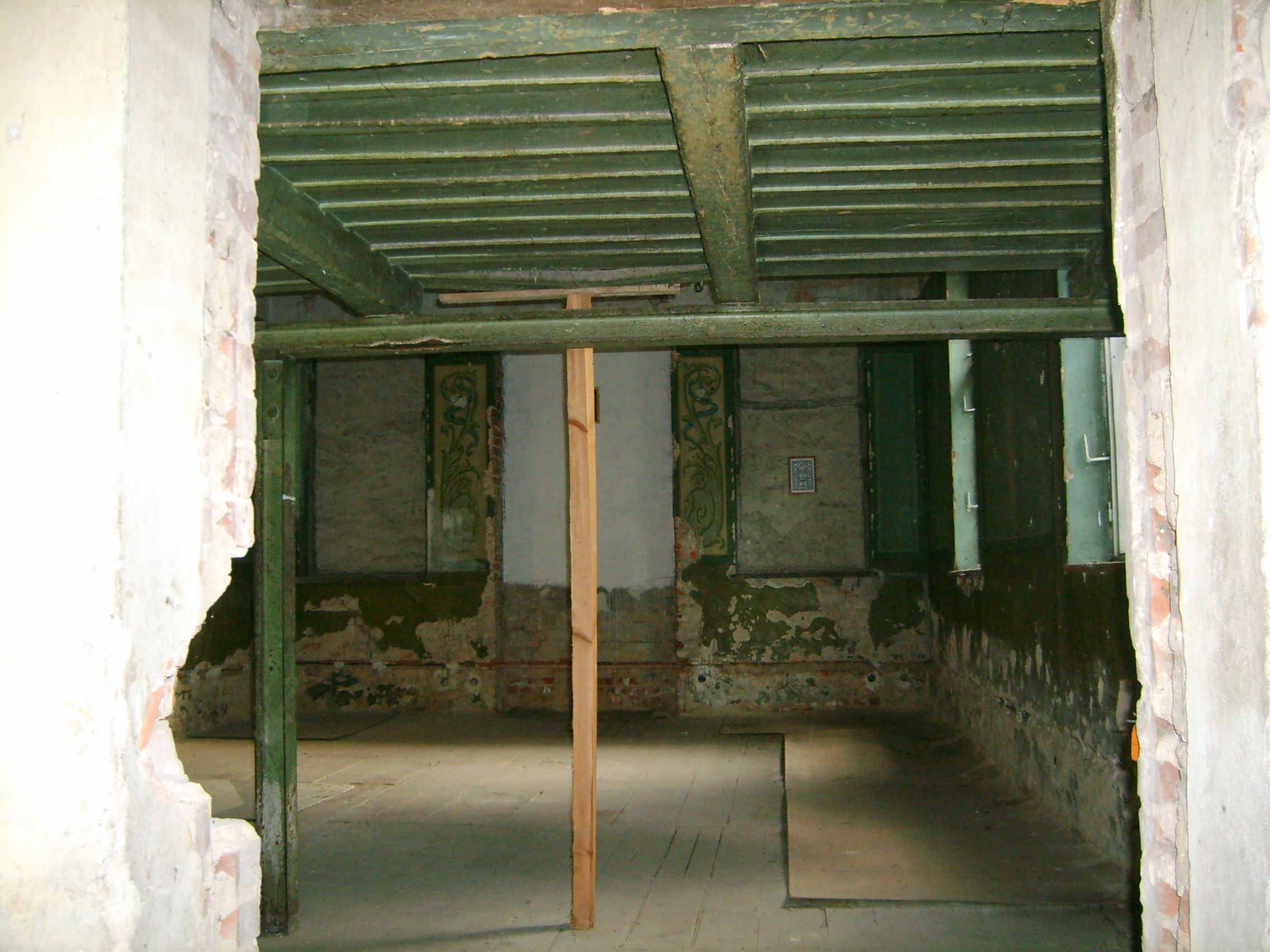